# Georg August Goldfuss
Georg August Goldfuss, né le 18 avril 1782 à Thurnau près de Bayreuth et mort le 2 octobre 1848  à Bonn, est un paléontologue et un zoologiste bavarois.

## Biographie
Il fait ses études à l'université d'Erlangen où il reçoit son doctorat en 1804. Il y enseigne la zoologie à partir de 1818. Plus tard, il obtient la chaire de zoologie et de minéralogie de l'université de Bonn. Assisté par le comte Georg Graf zu Münster (1776-1844), il fait paraître Petrefacta Germaniae (1826-1844), un important travail décrivant les fossiles d'invertébrés d'Allemagne, mais seules les parties décrivant les éponges, les coraux, les crinoïdes, les échinides et une partie des mollusques paraissent.